# Soldatenfriedhof Oberwölbling

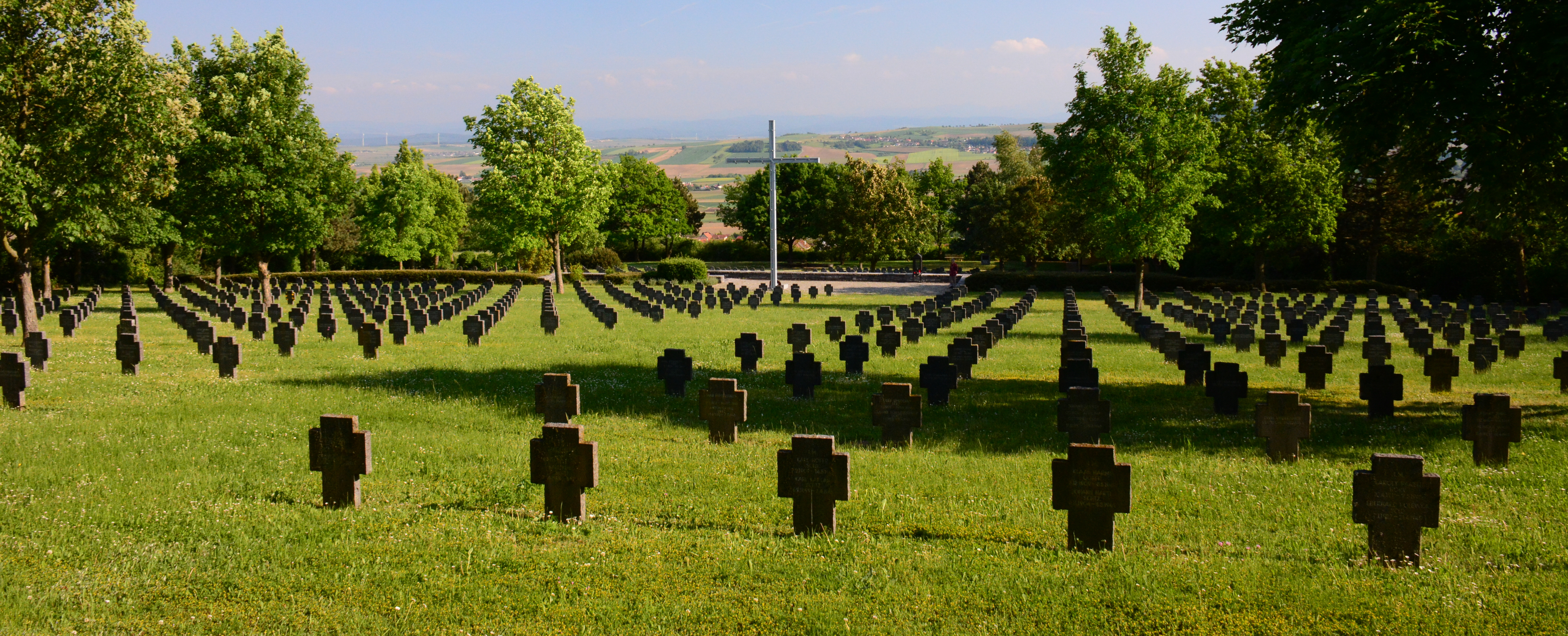
Blick über den Soldatenfriedhof Oberwölbling

Der Soldatenfriedhof Oberwölbling befindet sich am südöstlichen Rand des Dunkelsteiner Waldes im Norden der Ortschaft Oberwölbling in der Marktgemeinde Wölbling im Bezirk St. Pölten-Land in Niederösterreich.

## Geschichte
Hier haben 4059 Gefallene des Zweiten Weltkriegs aus 362 niederösterreichischen Gemeinden ihre letzte Ruhe gefunden. Die Toten waren in den letzten Wochen des Krieges im April und Mai 1945 bei Kämpfen in der Gegend gefallen. Der Friedhof wurde am 17. September 1983 geweiht und mit Beginn des Jahres 2011 in die Betreuung des Österreichischen Innenministeriums übergeben.

## Friedhof
Der etwa 15.000 m² große Friedhof ist durch eine Böschung in zwei zum Waldrand hin leicht ansteigende Teile geteilt. Auf den einzelnen Gräbern stehen schlichte Granitkreuze gleichen Aussehens, in die, soweit bekannt, die Namen und Lebensdaten der Bestatteten graviert wurden, an der höchstgelegenen Flanke des Geländes steht ein hohes Metallkreuz mit Glocke.